# Slaughter to Prevail
Slaughter to Prevail es una banda rusa de deathcore originaria de la ciudad de Ekaterimburgo y actualmente con sede en Orlando, Florida. El grupo debutó con su EP titulado Chapters of Misery en 2015 y dos años después lanzó Misery Sermon. Su segundo álbum, Kostolom, fue lanzado en 2021. Actualmente, la banda se encuentra en el sello Sumerian Records y ha realizado giras por EE. UU., Europa, y Asia.

## Historia
El guitarrista británico Jack Simmons era miembro del grupo londinense de deathcore Acrania, mientras que el vocalista ruso Alex Terrible hacia videos en YouTube donde hacía covers y era miembro del grupo ruso de deathcore We Are Obscurity, que se disolvió después de no poder encontrar un sello discográfico.[cita requerida] Simmons reclutó a Terrible junto con el baterista ruso Anton Poddyachy para formar lo que se convertiría en Slaughter to Prevail. Lanzaron un EP titulado Chapters of Misery en 2015 y firmaron un contrato con Sumerian Records en 2016, y relanzaron su primer EP con una nueva canción, "As the Vultures Circle". A finales de 2015, la banda se vio envuelta en una polémica debido a la simbología neonazi y supremacista blanca de algunos tatuajes de Terrible, siendo cancelados diversos conciertos y tours por Europa. En mayo de 2016, Slaughter to Prevail se unió a Cannibal Corpse en el tour Summer Slaughter 2016.
Slaughter to Prevail lanzó su primer álbum, Misery Sermon, en 2017.
Slaughter to Prevail iba a participar nuevamente en el tour Summer Slaughter 2017 junto a The Black Dahlia Murder y Dying Fetus, pero finalmente no realizaron la gira debido a problemas con el visado. Una situación similar ocurrió en noviembre y diciembre de 2017 cuando iban a unirse a Suicide Silence por la gira en EUU y Canadá del décimo aniversario de The Cleansing debido a la congelación de visas estadounidenses para los rusos.
En el año 2018, Slaughter a Prevail se unió a Whitechapel en su gira Ten Years of Exile junto a Chelsea Grin y Oceano.
La banda lanzó los sencillos "Agony" y "Demolisher" en 2019 y 2020 respectivamente alcanzando gran popularidad en Internet y recibiendo elogios de revistas como Metal Injection en un artículo destacando "los gruñidos imposiblemente profundos y la instrumentación brutal". En 2021, la banda lanzó otro sencillo, "Baba Yaga", inspirado en un ser mitológico del folclore eslavo. Fue elegida por Loudwire como la tercera mejor canción de metal de 2021. La banda lanzó su último sencillo, "Zavali Ebalo" y lanzó su segundo álbum de larga duración, Kostolom el 13 de agosto de 2021
En una entrevista del 30 de noviembre, Terrible expresó su descontento con el contrato con Sumerian Records, alegando que la banda probablemente demandaría al sello discográfico para rescindir su contrato y continuar de forma independiente, pero que "el problema está pendiente en este momento".
El 26 de febrero de 2022, la banda emitió un comunicado en Facebook condenando la invasión rusa de Ucrania dos días antes del comienzo. Otros comunicados oficiales fueron lanzados vía Instagram y Youtube el 1 de marzo, instando a "no convertir a todo el pueblo ruso en cómplice". Como protesta hacia la guerra y el gobierno ruso el 9 de agosto, la banda lanzó la canción "1984", inspirada en la novela de George Orwell. La banda luego se mudó a Orlando, Florida tres meses antes de la represión por parte del gobierno ruso. La banda también citó la fuerte escena del metal estadounidense como otra de las razones para mudarse.
El 28 de julio de 2023, la banda lanzó el sencillo "Viking", seguido de otro sencillo, "Conflict", lanzado el 28 de febrero de 2024. El 24 de mayo de 2024, lanzaron el sencillo "Kid of Darkness" y el 15 de octubre lanzaron "Behelit", canciones que formarían parte de su tercer álbum de estudio Grizzly. El 23 de abril de 2025, lanzaron el sencillo "Russian Grizzly in America" y anunciaron que el nuevo álbum se lanzaría el 18 de julio.

## Estilo
Slaughter to Prevail se ha descrito principalmente como deathcore, con un enfoque principal en las voces guturales extremadamente profundas de Terrible. Terrible ha mencionado como influencias a Suicide Silence, Bring Me the Horizon y Carnifex. Kostolom marcó un cambio de estilo hacia el nu metal, y los críticos notaron la influencia de Slipknot .
Las letras de Slaughter to Prevail están escritas tanto en ruso como en inglés.

## Miembros
| Miembros actuales - Aleksandr "Alex Terrible" Shikolai (Александр Шиколай) — voz líder (ex-We Are Obscurity) (2014–presente) - Mikhail "Mike" Petrov (Михаил Петров) — bajo (My Autumn) (2016–presente) - Evgeny Novikov (Евгений Новиков) — batería (Katalepsy) (2018–presente) - Jack Simmons — guitarra líder (Acrania, Hollow Prophet) (2014–2017, 2020—presente) - Dmitry "Dima" Mamedov (Дмитрий Мамедов) — guitarra rítmica (We Are Obscurity) (2015, 2021–presente) | Miembros anteriores - Anton Poddyachy – batería (tocó en Lost in Alaska & We Are Obscurity) (2014–2018) - Maxim Zadorin – guitarra (ex-We Are Obscurity) - Slava Antonenko – guitarra (tocó en Lost in Alaska & With Ink Instead of Blood) (2014–2016) - Filipp Kucheryavyh – bajo (2014–2016) - Sam Baker – guitarras (2015) - Justin Czubas - guitarras (tocó en Lunaform & Shelia) (2018) - Jared Delgado – guitarras (tocó en The Hopewell Furnace) (2017–2018) - Robert Brown – guitarras (tocó en So This Is Suffering) (2018–2020) |

Linea del tiempo

## Discografía

### EP
- Chapters of Misery (2015)

### Álbumes de estudio
- Misery Sermon (2017)
- Kostolom (2021)
- Grizzly (2025)

### Álbumes en vivo
- Live in Moscow" (2023)

### Sencillos
- "King" (2017)
- "Chronic Slauther" (2017)

- "Demolisher" (2021)
- "Agony" (2021)
- "Zabali Ebalo" (2021)
- "Baba Yaga" (2021)

- "1984" (2022)

- "VIKING" (2023)
- "Conflict" (2024)
- "Kid of Darkness" (2024)
- "Behelit" (2024)
- "Russian Grizzly in America" (2025)
- "Song 3" (2025, con Babymetal)